# Carl McNulty
Carl Edwin McNulty (Logansport, Indiana, 14 de febrero de 1930-Ibidem, 14 de enero de 2020) fue un baloncestista estadounidense que disputó una temporada en la NBA. Con 1,91 metros de estatura, jugaba en la posición de escolta.
Falleció a los ochenta y nueve años el 14 de enero de 2020.

## Trayectoria deportiva

### Universidad
Jugó durante tres temporadas en los Boilermakers de la Universidad Purdue, siendo incluido en 1951 en el segundo mejor quinteto de la Big Ten Conference tras promediar 16,9 puntos por partido, y al año siguiente en el primero, promediando 18,1 puntos. Consiguió el récord de mayor anotación en un partido de su universidad en 1952 con 36 puntos, y todavía mantiene hoy en día el de más rebotes en un encuentro, logrado el año anterior contra Minnesota. En el total de sus tres años promedió 14,8 puntos por partido.

### Profesional
Fue elegido en el Draft de la NBA de 1952 por Minneapolis Lakers, pero tuvo que cumplir durante dos años con el servicio militar, fichando en 1955 por los Milwaukee Hawks, con los que únicamente disputó un partido en el que anotó dos puntos.

## Estadísticas de su carrera en la NBA

### Temporada regular
| Temporada | Edad | Equipo          | Liga | Pos. | P | TIT | MIN  | TC  | TCA | %TC  | 3P | 3PA | %3P | TL  | TLA | %TL | R.OF. | R.DEF. | REB | ASIS | ROB | TAP | PER | FP  | PTS |
| 1954-55   | 24   | Milwaukee Hawks | NBA  | SG   | 1 |     | 14.0 | 1.0 | 6.0 | .167 |    |     |     | 0.0 | 0.0 |     |       |        | 0.0 | 0.0  |     |     |     | 1.0 | 2.0 |
| Total     |      |                 | NBA  |      | 1 |     | 14.0 | 1.0 | 6.0 | .167 |    |     |     | 0.0 | 0.0 |     |       |        | 0.0 | 0.0  |     |     |     | 1.0 | 2.0 |